# 狐潰し

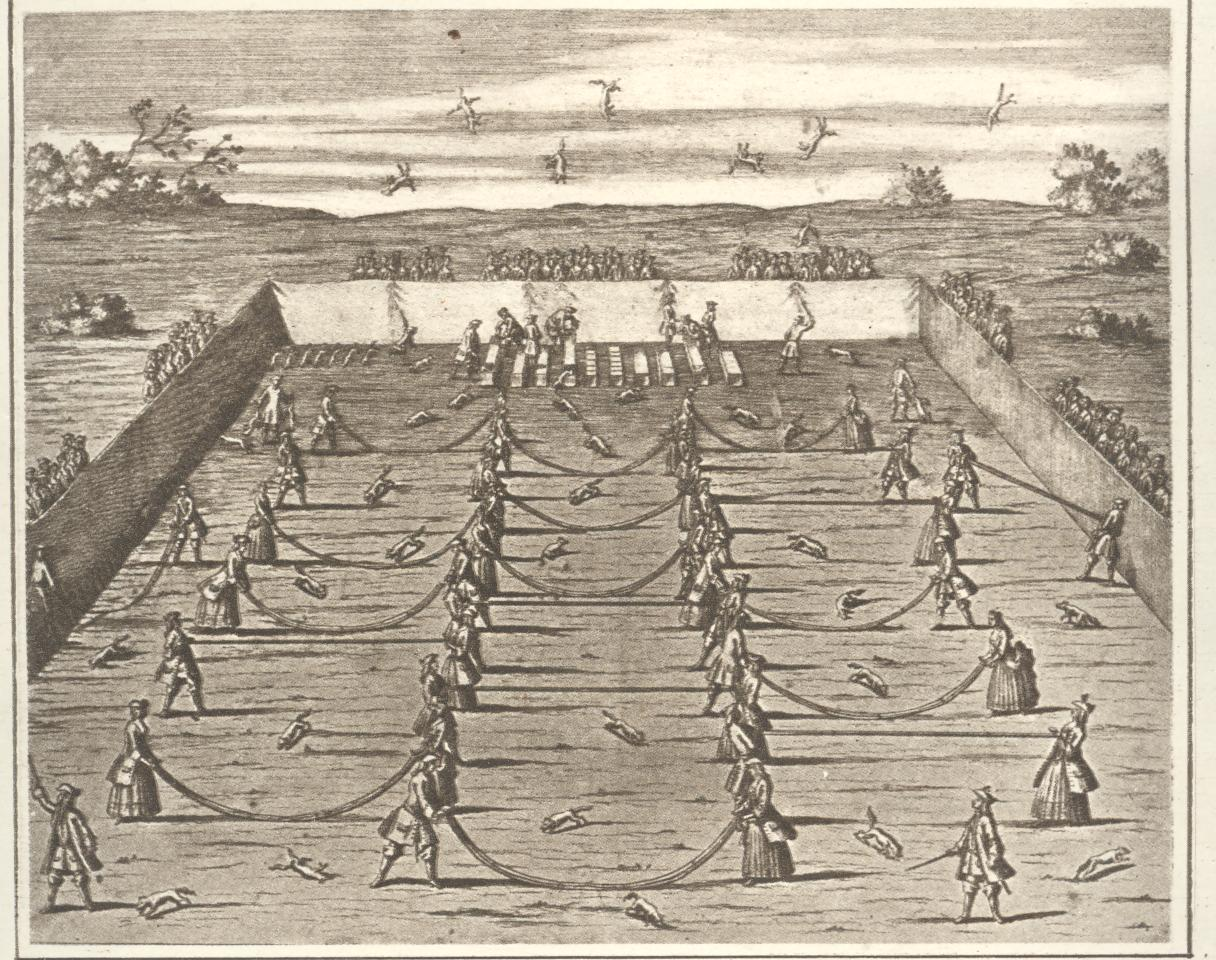
18世紀初期のドイツにおける狐潰し大会の様子。

狐潰し（きつねつぶし、ドイツ語: Fuchsprellen）とは、キツネなどの生きた動物を、編んだ縄で空中高く弾き飛ばすスポーツ競技である。17世紀から18世紀にかけてヨーロッパの一部で盛んに行われた。蔑んでブラッド・スポーツの一種ともみなされる。

## 競技の概要
狐潰しは、広場をキャンバスで囲って作るか、あるいは城や宮殿の中庭を使った競技場で行われる。2人組で網状か綱状のスリングの一端をそれぞれ持ち、スリングが地面に横たわるよう6-7.5mの間隔をとって立つ。準備ができたら、キツネなどの生きた動物を檻や罠から競技場に解き放つ。競技者は、動物がスリングの上に来たところで、勢いよくスリングの端を引く。タイミングが合えば、動物は空高く弾き飛ばされる。
最も高くまで動物を飛ばした者が勝利となる。熟練者であれば、7.5mもの高さまで飛ばすことが可能である。
ときに数組のスリングが並行して待ち受けているため、動物はいくつものチームから激しい攻撃を受けなくてはならないことになる。競技の結果、弾き飛ばされた動物の多くは死亡する。野島利彰によると、数度にわたって連続して空中にはね上げた後、さっとスリングをずらして動物を地面に叩きつけて殺したという。

## 歴史
怪力で知られたザクセン選帝侯のフリードリヒ・アウグスト1世は、ドレスデンで有名な狐潰し大会を開催した。この大会では、647頭のキツネ、533頭のノウサギ、34頭のアナグマ、21頭のヤマネコが使われて死んだ。フリードリヒ・アウグスト1世自身も競技に参加し、スリングの反対側を宮廷で一二の力の強い男2人に持たせて、自分はスリングを指一本だけで握って見せたと記録されている。
フリードリヒ・アウグスト1世のほかに狐潰しを行った領主として、神聖ローマ皇帝レオポルト1世が知られる。1672年3月にレオポルト1世によりウィーンで開かれた狐潰し大会について、現場で目撃したスウェーデン公使のエザイアス・フォン・プーフェンドルフ（de, ザミュエル・フォン・プーフェンドルフの兄弟）は驚きを持って日記に書き残している。プーフェンドルフによると、レオポルト1世は宮廷小人（en, 小人症の宮廷道化師）や少年たちが傷ついた動物を棍棒で打ち殺す様を熱狂的に楽しんでいた。皇帝が道化師や子供を戦友としている姿は、皇帝の厳粛さに比していささか異様に見えたという。
狐潰しは、貴族たちだけでなく、庶民にも人気の高い遊びであった。
レオポルト1世の子のヨーゼフ1世は、断食の時期には狐潰しを控えるよう求めた。その結果、狐潰しは特に断食明けの行事として楽しまれるようになった。

## 楽しみと危険
狐潰しは、カップル同席の場の遊戯として特に人気があり、競技自体の面白さに加え、カップル間での対抗意識が誘われた。フリードリヒ・アウグスト1世主催のとある大会では、34頭のイノシシが競技場に放たれたところ、イノシシは女性たちのパニエ入りスカートをめちゃめちゃにして高貴な女性たちを恐怖に陥れる一方、騎士たちを大いに楽しませた。かくて集まった貴人たちの盛り上がりは果てしなく続いたという。同じ大会では3頭のオオカミまでも使われたが、その際の人々の反応は記録に残っていない。
この競技は参加者にとって完全に安全なものではない。怯えた動物が競技者に逆襲することは決して珍しくなかった。ヤマネコは特に危険であった。とある人物はヤマネコについて、彼らは爪や牙を競技者につきたてることができないとなると、今度はスリングに命がけでしがみついてしまうと述べている。ヤマネコをうまく弾き飛ばすことはほとんど不可能に近く、楽しいスポーツではないという。
狐潰しは、仮面舞踏会の一環として、競技者も動物も仮装して行われることがあった。男性競技者は神話の英雄やローマ軍団の兵士、サテュロス、ケンタウロス、ピエロなどに扮し女性たちもニュンペーやムーサなどの女神の衣装や仮面をまとった。競技に使う動物は、キツネとともにウサギが多く、厚紙の切れや飾り糸、けばけばしい洋服で飾り付け、誰か人間の著名人の姿に似せて戯画的に仕立てられた。競技が終わると、参加者たちは松明行列に出るか、室内での豪華な宴会へと移った。